# Acuticeresium
Acuticeresium is een kevergeslacht uit de familie van de boktorren (Cerambycidae). De wetenschappelijke naam van het geslacht werd voor het eerst geldig gepubliceerd in 1970 door Villiers.

## Soorten
Acuticeresium is monotypisch en omvat slechts de volgende soort:
- Acuticeresium incertum Villiers, 1970